# Oostenrijk op het Eurovisiesongfestival 1987
Oostenrijk nam deel aan het  Eurovisiesongfestival 1987, gehouden  in Brussel, België. Het was de 26ste deelname van het land aan het festival.

## Selectieprocedure
Net zoals vorig jaar, koos men er deze keer voor om een interne selectie te houden voor de kandidaat voor het festival.
Uiteindelijk viel de keuze op de zanger Gary Lux met het lied Nur noch Gefühl.

## In Brussel
Op het festival in België moest Oostenrijk aantreden als 3de, na Israël en voor IJsland. Na het afsluiten van de stemmen bleek dat Oostenrijk op een 20ste plaats was geëindigd met 8 punten.
Nederland en België gaven geen punten aan de Oostenrijkse inzending.

### Gekregen punten

#### Finale
| 12 punten | 10 punten | 8 punten | 7 punten      | 6 punten |
| --------- | --------- | -------- | ------------- | -------- |
|           |           |          | - Griekenland |          |
| 5 punten  | 4 punten  | 3 punten | 2 punten      | 1 punt   |
|           |           |          |               | - Italië |

### Punten gegeven door Oostenrijk

#### Finale
Punten gegeven in de finale:
| 12 punten | Ierland             |
| 10 punten | Duitsland           |
| 8 punten  | Joegoslavië         |
| 7 punten  | Denemarken          |
| 6 punten  | Italië              |
| 5 punten  | Verenigd Koninkrijk |
| 4 punten  | Noorwegen           |
| 3 punten  | België              |
| 2 punten  | Nederland           |
| 1 punt    | Israël              |

1957 · 1958 · 1959 · 1960 · 1961 · 1962 · 1963 · 1964 · 1965 · 1966 · 1967 · 1968 · 1969-1970 · 1971 · 1972 · 1973-1975 · 1976 · 1977 · 1978 · 1979 · 1980 · 1981 · 1982 · 1983 · 1984 · 1985 · 1986 · 1987 · 1988 · 1989 · 1990 · 1991 · 1992 · 1993 · 1994 · 1995 · 1996 · 1997 · 1998 · 1999 · 2000 · 2001 · 2002 · 2003 · 2004 · 2005 · 2006 · 2007 · 2008-2010 · 2011 · 2012 · 2013 · 2014 · 2015 · 2016 · 2017 · 2018 · 2019 · 2020 · 2021 · 2022 · 2023 · 2024 · 2025